# 정욱진
정욱진(1989년 2월 7일 ~ )은 대한민국의 배우이다.

## 학력
- 서울예술대학교 연기과

## 출연작

### 드라마
- 《24시 헬스클럽》 (2025년, KBS2) - 염준석 역
- 《셀러브리티》 (2023년, 넷플릭스) - 권명호 역
- 《소방서 옆 경찰서》 (2022년, SBS) - 최석두 역
- 《이상한 변호사 우영우》 (2022년, ENA) - 이종권 역
- 《돼지의 왕》 (2022년, TVING) - 고한진 역
- 《오월의 청춘》 (2021년, KBS2) - 최정행 역
- 《스타트업》 (2020년, TVN) - 김동수 역
- 《빈센조》 (2020년, TVN) - 이선호 역
- 《내가 가장 예뻤을 때》 (2020년, MBC) - 박우근 역
- 《시크릿 부티크》 (2019년, SBS) - 이상훈 역
- 《KBS 드라마 스페셜 - 이토록 오랜 이별》 (2018년, KBS2) - 김민재 역

### 뮤지컬
- 《랭보》
- 《삼총사》
- 《개와 고양이의 시간》
- 《2015, 2016, 2017, 2021 어쩌면 해피엔딩》
- 《쿠로이 저택엔 누가 살고 있을까》
- 《2019, 2020 시데레우스》
- 《2020, 2022 라흐마니노프》
- 《여신님이 보고계셔》
- 《이토록 보통의》
- 《너를 위한 글자》
- 《차미 : 리부트》
- 《2017, 2018 더 데빌》
- 《광화문연가》
- 《마마 돈 크라이》
- 《아이 러브 유》
- 《혐오스런 마츠코의 일생》
- 《2014, 2016, 2017 쓰릴 미》
- 《당신의 아름다운 시절》
- 《Trace U》
- 《줄리 앤 폴》
- 《난쟁이들》
- 《오케피》
- 《형제는 용감했다》
- 《유린타운》
- 《원스》
- 《들풀2》
- 《정글라이프》
- 《광화문연가2》
- 《완득이》
- 《프로포즈》
- 《굿모닝 학교 ver.7》

### 연극
- 《세자전》
- 《네버 더 시너》
- 《지구를 지켜라》
- 《슬루스》
- 《선물》